# Major Owens
Major Robert Odell Owens (Collierville, 28 juni 1936 – New York, 21 oktober 2013) was een Amerikaans politicus van de Democratische Partij. Van 1975 tot en met 1982 zetelde Owens in de New York State Senate en van 1983 tot 2007 in het Huis van Afgevaardigden. Hij vertegenwoordigde een district in Brooklyn. In het parlement zette Owens zich in voor bibliotheken (Owens begon zijn loopbaan als bibliothecaris), onderwijs en de rechten van personen met een handicap; zo zorgde Owens voor de Americans with Disabilities Act. Owens werd beschouwd als een van de meest progressieve afgevaardigden in het Congres en was op een bepaald moment lid geweest van de Democratic Socialists of America.
- International Standard Name Identifier: 0000 0001 2243 9194
- Library of Congress Control Number: n2011047053
- SNAC: w6nd6rf2
- Biographical Directory of the United States Congress: O000159
- Virtual International Authority File: 172164357
- WorldCat: E39PBJfCpxDKDy4VyxmVVvGbVC